# Shinji Hosokawa
Shinji Hosokawa (jap. 細川伸二 Hosokawa Shinji; ur. 2 stycznia 1960 w Ichinomiya) – japoński judoka. Dwukrotny medalista olimpijski.
Walczył w najniższej kategorii, do 60 kilogramów. Brał udział w dwóch igrzyskach (IO 84, IO 88), na obu zdobywał medale. Największy sukces odniósł na igrzyskach w 1984, zwyciężając w wadze do 60 kg. Cztery lata później sięgnął po brąz. W 1985 został mistrzem świata, dwa lata później sięgnął po srebro tej imprezy. Po zakończeniu kariery sportowej został trenerem.